# Dušan Kabát
Dušan Kabát (Sereď, 20 agosto 1944 – Praga, 19 maggio 2022) è stato un calciatore cecoslovacco, di ruolo centrocampista.

## Carriera
Durante la carriera nei club, bandiera dello Spartak Trnava, ha vinto 10 titoli in Cecoslovacchia, 2 con il Dukla Praga (1 campionato e 1 coppa) e i restanti 8 con lo Spartak Trnava.

### Nazionale
Il 9 ottobre 1965 esordisce contro la Turchia (0-6), andando in gol. Totalizza 24 presenze e 2 gol in Nazionale.

## Palmarès

### Club

#### Competizioni nazionali
- Campionato cecoslovacco: 6

Dukla Praga: 1963-1964
Spartak Trnava: 1967-1968, 1968-1969, 1970-1971, 1971-1972, 1972-1973
- Coppa della Cecoslovacchia: 4

Dukla Praga: 1964-1965
Spartak Trnava: 1966-1967, 1970-1971, 1974-1975